# Aleksandar Cvetković (calciatore)
Aleksandar Cvetković (in serbo Александар Цветковић?; Prokuplje, 4 giugno 1995) è un calciatore serbo, difensore svincolato.

## Caratteristiche tecniche
È un difensore centrale.

## Carriera
Ha giocato nella prima divisione serba, in quella svizzera ed in quella malaysiana.

## Palmarès

### Club

#### Competizioni nazionali
- Challenge League: 1

Grasshoppers: 2020-2021